# الکساندر زاخارچنکو
الکساندر زاخارچنکو (روسی: Алекса́ндр Влади́мирович Заха́рченко؛ IPA: [ɐlʲɪˈksandr vlɐˈdʲimʲɪrəvʲɪtɕ zɐˈxartɕɪnkə]؛ ۲۶ ژوئن ۱۹۷۶ – ۳۱ اوت ۲۰۱۸) رهبر جدایی‌خواهی جمهوری خلق دونتسک بود.
وی از سال ۲۰۱۴ تا ۲۰۱۸ رئیس‌جمهور و نخست‌وزیر جمهوری خلق دونتسک بود، وی در ۳۱ اوت ۲۰۱۸ بر اثر انفجار بمب در یک کافه در شهر دونتسک کشته شد.